# Macu-szigetek
A Macu-szigetek (egyszerűsített kínai: 马祖列岛, hagyományos kínai: 馬祖列島, pinjin: Mǎzǔ Lièdǎo, magyaros: Macu Lietao; elterjedt latin betűs átírása Matsu) 19 apró szigetből áll, a Kínai Köztársasághoz (Tajvan) tartozik. Nevét Ma-cu (Ma-zu) istennőről kapta.
A szigetcsoport Liencsiang (Lienchiang) megyéhez tartozik és négy városkörzetre oszlik, ezek: Pejkan (Beigan), Nankan (Nangan), Tungjin (Dongyin) és Csükuang (Juguang). A lakosság nagy része a Fucsou (Fuzhou)-dialektust beszéli.